# Yurguen Hernández
Yurguen Hernández González (Tazacorte, La Palma, España, 14 de mayo de 1988), más conocido como Yurguen Hernández, es un exfutbolista y entrenador de fútbol español.

## Trayectoria

### Como jugador
Yurguen es natural de Tazacorte y fue un centrocampista formado en el Club Deportivo Victoria (Tazacorte), con el que llegó a jugar en el primer equipo. De ahí pasó por otros clubes de la isla como la Sociedad Deportiva Tenisca y la Unión Deportiva Los Llanos de Aridane, club donde estuvo varias temporadas, tanto en tercera como en preferente.

### Como entrenador
Comenzó su trayectoria en los banquillos en la Unión Deportiva Los Llanos de Aridane, al que dirigió formando tándem junto a José Miguel Fernández en la Tercera División de España, durante la temporada 2017-18 en la que descendería de categoría. 
En la temporada 2019-20, se convierte en entrenador de la Escuela de Fútbol El Cano de la Territorial Preferente.
El 5 de agosto de 2020, firmó por el CD Mensajero de la Tercera División de España.
El 22 de mayo de 2021, logra el ascenso a la Segunda Federación con el CD Mensajero, tras quedar campeón del grupo canario de la Tercera División de España.
El 3 de febrero de 2022, es destituido como entrenador del CD Mensajero.
El 23 de junio de 2022, firma por el Club Deportivo Atlético Paso de la Segunda Federación, siendo destituido del mismo, el día 22 de diciembre de 2022.

## Trayectoria como entrenador
| Club                                  | País   | Año       |
| ------------------------------------- | ------ | --------- |
| Unión Deportiva Los Llanos de Aridane | España | 2017-2018 |
| Escuela de Fútbol El Cano             | España | 2019-2020 |
| CD Mensajero                          | España | 2020-2022 |
| Club Deportivo Atlético Paso          | España | 2022      |